# Müller-Matrix
Die Müller-Matrix {\displaystyle \mathrm {M} } (nach Hans Müller, der sie 1943 einführte) ist eine Transformationsmatrix für den Stokes-Vektor, der den Polarisationszustand einer elektromagnetischen Welle (u. a. sichtbares Licht) beschreibt. Sie charakterisiert das optische Element bezüglich der Wechselwirkung mit der Welle, beispielsweise wird der Polarisationzustand bei der Reflexion an einer Grenzfläche oder bei der Transmission durch einen Körper beeinflusst.
Analog zum Jones-Formalismus aus Jones-Vektor und Jones-Matrix für vollständig polarisierte Wellen bilden Stokes-Vektor und Müller-Matrix den Müller-Formalismus.

## Beschreibung
Die Müller-Matrix ist eine 4×4-Matrix. Sie beschreibt die Änderung der Intensität und des Polarisationszustandes von teilweise und vollständig polarisiertem sowie unpolarisiertem Licht (beschrieben durch den Stokes-Vektor) bei der Reflexion, Brechung oder Transmission durch ein Material.
Um die Änderungen des Polarisationszustandes zu beschreiben, wird der Stokes-Vektor {\displaystyle {\vec {S}}_{\mathrm {A} }} des einfallenden Lichts mit der Müller-Matrix {\displaystyle \mathrm {M} } multipliziert. Ergebnis ist wiederum ein Stokes-Vektor {\displaystyle {\vec {S}}_{\mathrm {B} }}, der je nach Wahl der Müller-Matrix das reflektierte oder transmittierte Licht beschreibt:
{\displaystyle {\vec {S}}_{\mathrm {B} }=\mathrm {M} \cdot {\vec {S}}_{\mathrm {A} }}
Ein typischer Anwendungsbereich ist die Beschreibung von optischen Bauelementen in der optischen Messtechnik, beispielsweise der Ellipsometrie. Dabei werden in der Regel mehrere optische Bauelemente wie Polarisatoren, Verzögerungsglieder oder Kompensatoren sowie eine Probe verwendet. Dieses optische System kann durch schrittweise Multiplikation des Stokes-Vektors des einfallenden Lichts mit den Müller-Matrizen der jeweiligen Bauelemente berechnet werden:
{\displaystyle {\vec {S}}_{\mathrm {B} }={\bigg (}\mathrm {M} _{3}{\Big (}\mathrm {M} _{2}{\big (}\mathrm {M} _{1}\cdot {\vec {S}}_{\mathrm {A} }{\big )}{\Big )}{\bigg )}}
Da die Matrizenmultiplikation assoziativ ist, kann das System auch wie folgt beschrieben werden:
{\displaystyle \Leftrightarrow {\vec {S}}_{\mathrm {B} }=\mathrm {M} _{3}\mathrm {M} _{2}\mathrm {M} _{1}{\vec {S}}_{\mathrm {A} }}
| Linear-Polarisator                                                                                | Linear-Polarisator                                                                                  | Linear-Polarisator                                                                                | Linear-Polarisator                                                                                  |
| Für horizontale Transmission                                                                      | Für vertikale Transmission                                                                          | +45°; Transmission                                                                                | −45°; Transmission                                                                                  |
| ------------------------------------------------------------------------------------------------- | --------------------------------------------------------------------------------------------------- | ------------------------------------------------------------------------------------------------- | --------------------------------------------------------------------------------------------------- |
| {\displaystyle {1 \over 2}{\begin{pmatrix}1&1&0&0\\1&1&0&0\\0&0&0&0\\0&0&0&0\end{pmatrix}}\quad } | {\displaystyle {1 \over 2}{\begin{pmatrix}1&-1&0&0\\-1&1&0&0\\0&0&0&0\\0&0&0&0\end{pmatrix}}\quad } | {\displaystyle {1 \over 2}{\begin{pmatrix}1&0&1&0\\0&0&0&0\\1&0&1&0\\0&0&0&0\end{pmatrix}}\quad } | {\displaystyle {1 \over 2}{\begin{pmatrix}1&0&-1&0\\0&0&0&0\\-1&0&1&0\\0&0&0&0\end{pmatrix}}\quad } |
| Verzögerungsplatte                                                                                | |                                                                                                   | |
| λ/4 (fast-axis; vertikal)                                                                         | λ/4 (fast-axis; horizontal)                                                                         | λ/2 (fast-axis; vertikal)                                                                         | |
| {\displaystyle {\begin{pmatrix}1&0&0&0\\0&1&0&0\\0&0&0&-1\\0&0&1&0\end{pmatrix}}\quad }           | {\displaystyle {\begin{pmatrix}1&0&0&0\\0&1&0&0\\0&0&0&1\\0&0&-1&0\end{pmatrix}}\quad }             | {\displaystyle {\begin{pmatrix}1&0&0&0\\0&1&0&0\\0&0&-1&0\\0&0&0&-1\end{pmatrix}}\quad }          | |
| Andere                                                                                            | |                                                                                                   | |
| Abschwächungsfilter (25%ige Transmission)                                                         | |                                                                                                   | |
| {\displaystyle {1 \over 4}{\begin{pmatrix}1&0&0&0\\0&1&0&0\\0&0&1&0\\0&0&0&1\end{pmatrix}}\quad } | |                                                                                                   | |